# Menhir de Meada
El Menhir de Meada es considerado el menhir más grande de la península ibérica que haya sido íntegramente tallado por humanos, y el más antiguo del mundo.

## Localización
Está situado a 12 km al norte de Castelo de Vide en el distrito de Portalegre de Portugal, y se encuentra dentro del área protegida del Parque Natural de la Sierra de São Mamede.

## Descripción
El monolito, compuesto de granito pórfido de grano grueso, fue descubierto en 1965 en una zona rural que actualmente se destina principalmente a la producción de corcho. Descubierto partido en dos piezas, fue restaurado en los años 90, cuando se unieron las dos partes y se repuso entero en su ubicación original. La longitud total del menhir es de unos 7,5 metros, con un diámetro máximo de 1,25 metros y una circunferencia en la base de 3,90 metros. Pesa alrededor de 18 toneladas.
Según la datación por radiocarbono realizada al carbón descubierto bajo de la base, se cree que el menhir se levantó alrededor del año 5000 a. C., durante el período Neocalcolítico, aproximadamente al mismo tiempo que los dólmenes de Coureleiros,unas tumbas megalíticas que se encuentran en el mismo distrito. Si esta datación es correcta, el menhir de la Meada sería el más antiguo descubierto hasta ahora en el mundo. El monolito tiene una configuración cilíndrica, con contornos fálicos claros, acentuados por una protuberancia similar a un glande que envuelve la parte superior. Es probable que la superficie haya sido pulida y se vean las marcas dejadas por las herramientas utilizadas para el pulido.